# Fimbristylis semarangensis
Fimbristylis semarangensis är en halvgräsart som beskrevs av Jisaburo Ohwi. Fimbristylis semarangensis ingår i släktet Fimbristylis och familjen halvgräs. Inga underarter finns listade i Catalogue of Life.